# Rafael Martínez López
RAFAEL MARTÍNEZ DE ZURGAI. Nace en Bilbao el 15 de diciembre de 1953. Se inicia poéticamente en la Sociedad Poético Literaria Aralar, 1970. Miembro fundador del colectivo Poetas por su pueblo, 1974, participa en los tres números de Yambo, revista precursora de Zurgai (1977-1978), en la revista mural y en los recitales visuales que el colectivo llevó a cabo en la década de los 70. Es miembro del Consejo de redacción de Zurgai, en la que participa desde su inicio en 1979, tanto con sus artículos y poemas cuanto más en su labor oscura. Autor con otros del libro 7 x 7 Antología. Ha colaborado con otras revistas y ha publicado el poemario "Del frío y la esperanza" (Bilbao, 2005)
EL CUERVO*
Después de la última despedida,
del último dolor de cuerpo presente,
por no acertar a tiempo con la muerte,
acudió la soledad para quedarse. 
Sin pasión, espada de fuego, ni cicuta,
asistió a vuestro dolor
y os hizo entrega del pecado. 
En su mano extendida,
una manzana podrida,
una vida que habremos de morirla. 
Nautas somos que,
rastreando nuestra propia voz de sirena,
enzarzamos los cabellos al naufragio. 
Lenguas nacidas de la aurora,
labios expuestos a la noche,
blancos ojos que mirando al cielo
enmarañan las aves en las nubes. 
*Poema del libro inédito: “Poemas y naufragios”